# Matías Nahuel
Matías Nahuel Leiva Esquivel est un footballeur espagnol né le 22 octobre 1996 à Rosario en Argentine. Il évolue au poste de milieu offensif au Maccabi Haïfa.

## Biographie
Matías Nahuel participe au championnat d'Europe des moins de 19 ans 2015 organisé en Grèce. Lors de la compétition, il inscrit deux buts : face à l'Allemagne lors du premier tour, puis contre la Russie lors de la finale.
En janvier 2018, il est prêté au FC Barcelone B.

## Carrière
- 2013-2016 : Villareal CF ( Espagne)
- depuis 2016 : Bétis Séville ( Espagne)[5]